# F1 24
F1 24 es un videojuego de carreras desarrollado por Codemasters y publicado por EA Sports. Es la decimoséptima entrada de la serie F1 de Codemasters. Posee la licencia para los campeonatos Fórmula 1 y Fórmula 2 de 2024. El juego se lanzará para Microsoft Windows, PlayStation 4, PlayStation 5, Xbox One y Xbox Series X/S el 31 de mayo de 2024, o tres días antes para los usuarios que reserven la «Champions Edition».

## Desarrollo y lanzamiento
El 27 de febrero se lanzó un avance del anuncio en el canal de YouTube EA Sports' F1.
La portada de la edición estándar presenta a Lewis Hamilton, Charles Leclerc y Lando Norris, los mismos pilotos que aparecieron en la entrega anterior, junto a sus monoplazas corriendo en un circuito callejero. Este marca el primer título desde F1 2018 en el que tanto los pilotos como los coches aparecen en la portada. La portada «Champions Edition» muestra a Max Verstappen celebrando su Grand Chelem en el Gran Premio de España de 2023.
Con F1 24, se dice que se presentará un modo carrera revisado, y el sistema de manejo dinámico usado en EA Sports WRC.
El juego se lanzará el 31 de mayo para Microsoft Windows, PlayStation 4, PlayStation 5, Xbox One y Xbox Series X/S, y la «Champions Edition» estará disponible tres días antes, el 28 de mayo.